# Larivière (Territoire de Belfort)
Larivière település Franciaországban, Territoire de Belfort megyében. Lakosainak száma 278 fő (2022. január 1.). Larivière Angeot, Bethonvilliers, Fontaine, Lacollonge, Lagrange, Menoncourt és Vauthiermont községekkel határos.

## Népesség
A település népességének változása:
| Lakosok száma | 320  | 325  | 323  | 301  | 289  | 284  | 279  | 275  | 278  |
|               | 2013 | 2015 | 2016 | 2017 | 2018 | 2019 | 2020 | 2021 | 2022 |